# Del suo veloce volo
Del suo veloce volo è un album discografico realizzato in duetto da Franco Battiato e da Antony and the Johnsons e registrato dal vivo. 

## Il disco
L'album è stato pubblicato il 26 novembre 2013 ed anticipato dal singolo Del suo veloce volo, diffuso il 19 novembre 2013. Proprio questo brano è una riproposizione dal vivo del brano contenuto in Fleurs 2 (2008), che a sua volta è una versione adattata da Battiato del brano Frankenstein di Antony and the Johnsons (dall'EP Hope There's Someone, 2005).
Si tratta della registrazione del concerto tenutosi all'Arena di Verona il 2 settembre 2013.
I due artisti sono accompagnati dalla Filarmonica Arturo Toscanini. Il disco contiene due duetti di Battiato con Alice che partecipò al concerto in veste di special guest e che nella scaletta originale si esibì da sola con un terzo brano (Il vento caldo dell'estate).
Il disco ha ottenuto la certificazione FIMI "Disco d'oro" nel 2014.

## Tracce
1. Cripple and the Starfish - 5:44
2. For Today I Am a Boy - 4:07
3. You Are My Sister - 4:31
4. Il re del mondo - 3:27
5. Tutto l'universo obbedisce all'amore - 3:23
6. As Tears Go by - 3:02
7. Crazy in Love - 5:18
8. Salt Silver Oxygen - 3:39
9. Del suo veloce volo - 4:03
10. Hope There's Someone - 4:50
11. La realtà non esiste (feat. Alice) - 3:03
12. I treni di Tozeur (feat. Alice) - 2:54
13. La cura - 4:02
14. E ti vengo a cercare - 3:54
15. Bandiera bianca/Up Patriots to Arms- 5:02
16. Inneres Auge - 4:01

## Formazione
- Franco Battiato - voce
- Anohni  Hegarty - voce
- Andrea Torresani - basso
- Giordano Colombo - batteria
- Davide Ferrario (musicista) - chitarra
- Simon Tong - chitarra
- Thomas Barlett - pianoforte
- Carlo Guaitoli - pianoforte, tastiera, direttore d'orchestra
- Angelo Privitera - tastiere
- Filarmonica Arturo Toscanini (diretta da Carlo Guaitoli e Rob Moose) - archi

## Classifica
| Classifica | Posizione massima |
| ---------- | ----------------- |
| Italia     | 7                 |